# Acclaim Entertainment
Acclaim Entertainment es una compañía desarrolladora y distribuidora de videojuegos de Estados Unidos. Se encargaba de desarrollar, publicar, vender y distribuir juegos para varias plataformas de Sega (Mega Drive/Genesis, Saturn, Dreamcast, y Game Gear), Nintendo (NES, SNES, Nintendo 64, GameCube, Game Boy, Game Boy Color, y Game Boy Advance), Sony (PlayStation y PlayStation 2) y Microsoft (Xbox), además de arcades y juegos para PC entre otras.
Acclaim tenía su sede en One Acclaim Plaza, ubicado en Glen Cove, estado de Nueva York. Acclaim compró un edificio de oficinas tipo A, con 65 000 pies cuadrados (6038,7 m²), en 1994 por 4 millones de dólares. Acclaim se encontraba originalmente en la aldea de Oyster Bay en la ciudad de Oyster Bay (Nueva York). En un principio ocupaba una oficina de una sola habitación en Oyster Bay. Posteriormente, ocupó una estructura de ladrillo con dos plantas.
La compañía quebró en 2004. La marca Acclaim y su logotipo fueron adquiridos y usados por Acclaim Games que funciona como una compañía desligada de la anterior hasta su cierre el 26 de agosto de 2010.
Tras 20 años de permanecer en bancarrota, Acclaim reabrió sus operaciones en marzo de 2025, con el objetivo de apoyar a compañías con desarrollos de juegos indies y recuperar franquicias clásicas.

## Historia
Fundada en 1987 como una Corporación de Delaware por sus ventajas fiscales, Acclaim mantiene operaciones en los Estados Unidos, el Reino Unido, Alemania, Francia, España, Australia y Japón. En sus primeros años, Acclaim fue exclusivamente una distribuidora de videojuegos, ya sea encargando a terceros el desarrollo de sus videojuegos, o la localización de videojuegos existentes en el extranjero. A medida que fue creciendo, Acclaim logró comprar varios estudios independientes como Iguana Entertainment de Austin, Texas, Probe Entertainment de Londres, y Sculptured Software de Salt Lake City, Utah.
El nombre de la empresa fue elegida porque tenía que estar alfabéticamente por delante de Activision (donde trabajaba uno de los cofundadores), y de Accolade (otra compañía creada por extrabajadores de Activision). Se trataba de una fórmula común para escoger los nombres de nuevas empresas que fueron fundadas por exempleados de Activision (los fundadores de Activision utilizaron esta fórmula cuando salieron de Atari).
Muchos de los títulos de Acclaim partían de licencias, como juegos basados en cómics, series de televisión, programas y películas entre otros. Después se sumaron otros títulos, cuando comenzaron a realizar ports de juegos arcade de Midway Games, incluyendo la saga Mortal Kombat. Más tarde se le sumarían otras compañías internacionales sin presencia en Estados Unidos, como Technos Japan (Double Dragon II) y Taito (Bust a move).
La caída de la industria arcade, sumada a algunas malas conversiones y las bajas ventas, provocaron que Acclaim fuera perdiendo de forma paulatina varias de sus licencias. A pesar de intentar lanzar nuevos títulos y otros negocios como una rama de cómic llamada Acclaim Comics (actual Valiant Comics), Acclaim comenzó a atravesar dificultades económicas. Tras el cierre de varios estudios en el extranjero, la compañía declaró el estado de bancarrota en 2004. La empresa fue liquidada ese mismo año, con deudas por un valor superior a los 100 millones de dólares.
En agosto de 2005 un antiguo ejecutivo de Activision llamado Howard Marks compró los derechos del nombre y logo por un valor de 100.000 dólares, creando una nueva compañía llamada Acclaim Games. Esta cierra sus puertas el 26 de agosto de 2010, justo 6 años después de su reapertura. La causa principal es la bancarrota y falta de fondos para seguir manteniendo la empresa en pie.
La compañía canadiense Throwback Entertainment anunció en 2006 la adquisición de más de 150 títulos y franquicias realizadas por Acclaim. En julio de 2010 We Go Interactive Co.,Ltd, con sede en Seúl, Corea del Sur compra a Throwback la propiedad intelectual de Re-Volt, RC Revenge Pro, RC De Go.

## Videojuegos
Estos son los juegos lanzados por la empresa de videojuegos Acclaim Entertainment.

### Publicados

#### 1987-1990
| Título                                     | Desarrollador         | Plataforma(s) | Notas |
| ------------------------------------------ | --------------------- | ------------- | ----- |
| Tiger-Heli                                 | Micronics             | NES           |       |
| Star Voyager                               | ASCII Entertainment   | NES           |       |
| Winter Games                               | Atelier Double        | NES           |       |
| 3-D WorldRunner                            | Square                | NES           |       |
| Wizards & Warriors                         | Rare                  | NES           |       |
| Rambo                                      | Pack-In-Video         | NES           |       |
| Airwolf                                    | Beam Software         | NES           |       |
| Othello                                    | HAL Laboratory        | NES           |       |
| WWF WrestleMania                           | Rare                  | NES           |       |
| Knight Rider                               | Pack-In-Video         | NES           |       |
| IronSword: Wizards & Warriors II           | Rare                  | NES           |       |
| Cybernoid: The Fighting Machine            | Gremlin Graphics      | NES           |       |
| Wizards & Warriors X: The Fortress of Fear | Rare                  | Game Boy      |       |
| Double Dragon II: The Revenge              | Technos               | NES           |       |
| Destination Earthstar                      | Imagineering          | NES           |       |
| Kwirk                                      | Atlus                 | Game Boy      |       |
| Bigfoot                                    | Beam Software         | NES           |       |
| Narc                                       | Rare                  | NES           |       |
| Total Recall                               | Interplay Productions | NES           |       |
| Swords and Serpents                        | Interplay Productions | NES           |       |
| Arch Rivals: A Basket Brawl!               | Rare                  | NES           |       |

#### 1991
| Título                                   | Desarrollador      | Plataforma(s) | Notas                                |
| ---------------------------------------- | ------------------ | ------------- | ------------------------------------ |
| The Simpsons: Bart vs. the Space Mutants | Imagineering       | NES           |                                      |
| Double Dragon III: The Sacred Stones     | Technos            | NES           |                                      |
| The Punisher: The Ultimate Payback!      | Beam Software      | Game Boy      |                                      |
| Smash TV                                 | Beam Software      | NES           |                                      |
| Trog!                                    | Visual Concepts    | NES           |                                      |
| Populous                                 | Infinity Co., Ltd. | SNES          | Publicado solo en América del Norte. |
| Double Dragon II: The Revenge            | Technos            | Game Boy      | Diferente a la contraparte de NES.   |
| Bart Simpson's Escape from Camp Deadly   | Imagineering       | Game Boy      |                                      |
| The Simpsons: Bart vs. the World         | Imagineering       | NES           |                                      |

#### 1992
| Título                                          | Desarrollador           | Plataformas                                                           | Notas                         |
| ----------------------------------------------- | ----------------------- | --------------------------------------------------------------------- | ----------------------------- |
| Wizards & Warriors III: Kuros: Visions of Power | Rare                    | NES                                                                   |                               |
| Ferrari Grand Prix Challenge                    | System 3 Co., Ltd.      | NES, Game Boy                                                         |                               |
| Krusty's Fun House                              | Audiogenic              | NES, Game Boy, SNES, Sega Genesis, Sega Game Gear, Sega Master System |                               |
| The Simpsons: Bart's Nightmare                  | Sculptured Software     | SNES                                                                  |                               |
| Super Smash TV                                  | Beam Software           | SNES                                                                  | Versión para SNES de Smash TV |
| Double Dragon 3: The Arcade Game                | Sales Curve Interactive | Game Boy                                                              |                               |
| George Foreman's KO Boxing                      | Beam Software           | NES, SNES, Game Boy                                                   |                               |
| The Simpsons: Bart vs. the Juggernauts          | Imagineering            | Game Boy                                                              |                               |
| The Simpsons: Bartman Meets Radioactive Man     | Imagineering            | NES                                                                   |                               |

#### 1993
| Título             | Desarrollador                                  | Plataforma                             | Etiqueta    | Notas |
| ------------------ | ---------------------------------------------- | -------------------------------------- | ----------- | ----- |
| Mortal Kombat      | Sculptured Software (SNES) Probe Software (GB) | SNES, Game Boy                         | Acclaim     |       |
| Super High Impact! | Beam Software                                  | SNES                                   | Acclaim     |       |
| RoboCop 3          | Eden Entertainment Software                    | Genesis, Sega Master System, Game Gear | Flying Edge |       |
| Alien 3            | Probe Software                                 | SNES                                   | LJN         |       |

#### 1994
| Título                                       | Desarrollador                                                   | Plataforma(s)                                                                              | Etiqueta                 | Notas |
| -------------------------------------------- | --------------------------------------------------------------- | ------------------------------------------------------------------------------------------ | ------------------------ | --- |
| The Simpsons: Bart & the Beanstalk           | Software Creations                                              | Game Boy                                                                                   | Acclaim                  | |
| NBA Jam                                      | Iguana Entertainment Beam Software (Game Boy)                   | SNES, Game Boy, Sega CD                                                                    |                          | |
| Champions World Class Soccer                 | Park Place Productions                                          | SNES                                                                                       |                          | |
| Mortal Kombat II                             | Sculptured Software (SNES) Probe Entertainment (other versions) | SNES, Genesis, Game Boy, Sega 32X, Game Gear, PlayStation, Sega Saturn, Sega Master System |                          | Lanzado exclusivamente en Japón para la consola PlayStation                                               |
| NFL Quarterback Club                         | Iguana Entertainment (SNES/Genesis) Condor (Game Gear/Game Boy) | Genesis, Sega Game Gear, Sega 32X                                                          |                          | Versiones de SNES y Game Boy lanzadas bajo la marca LJN. Lanzado como NFL Quarterback Club II en Game Boy |
| Stargate                                     | Probe Entertainment                                             | SNES, Sega Genesis, Sega Game Gear, Game Boy                                               |                          | |
| Virtual Bart                                 | Sculptured Software                                             | SNES, Sega Genesis                                                                         |                          | |
| Spider-Man & Venom in Maximum Carnage        | Software Creations                                              | Sega Genesis                                                                               | Acclaim (GEN) LJN (SNES) | Versión para SNES lanzada bajo la etiqueta LJN.                                                           |
| WWF Raw                                      | Sculptured Software                                             | SNES, Sega Genesis, Sega 32X, Sega Game Gear                                               |                          | |
| Newman/Haas Indy Car featuring Nigel Mansell | Gremlin Interactive                                             | SNES, Sega Genesis                                                                         |                          | |
| Wolverine: Adamantium Rage                   | Teeny Weeny Games                                               | Sega Genesis                                                                               |                          | |
| Monster Truck Wars                           | Gremlin Interactive                                             | Game Boy, Sega Game Gear                                                                   |                          | |
| Bloodshot                                    | Domark                                                          | Sega Genesis, Sega CD                                                                      |                          | Lanzado solo en Europa.                                                                                   |
| Itchy & Scratchy in Miniature Golf Madness   | Beam Software                                                   | Game Boy                                                                                   |                          | |
| Rise of the Robots                           | Mirage Data Design Interactive (Sega Genesis)                   | SNES, Sega Genesis                                                                         |                          | |

#### 1995
| Título                                  | Desarrollador                                                                        | Plataforma(s)                                                                                       | Notas                                |
| --------------------------------------- | ------------------------------------------------------------------------------------ | --------------------------------------------------------------------------------------------------- | ------------------------------------ |
| Demolition Man                          | Alexandria                                                                           | SNES, Sega Genesis, Sega CD                                                                         |                                      |
| NBA Jam: Tournament Edition             | Iguana Entertainment Torus Games (GB)                                                | SNES, Sega Genesis, Sega Game Gear, Game Boy, Sega 32X, Sega Saturn, PlayStation, Microsoft Windows |                                      |
| Syndicate                               | Domark & Bullfrog Productions                                                        | Sega CD                                                                                             | Lanzado exclusivamente en Europa.    |
| The Death and Return of Superman        | Blizzard Entertainment                                                               | Sega Genesis                                                                                        | Publicado solo en Europa.            |
| Warlock                                 | Realtime Associates                                                                  | Sega Genesis                                                                                        |                                      |
| Dragon: The Bruce Lee Story             | Virgin Interactive Entertainment                                                     | SNES, Sega Genesis, Sega Game Gear                                                                  | Publicado solo en América del Norte. |
| The Itchy & Scratchy Game               | Bits Corporation                                                                     | SNES, Sega Game Gear                                                                                |                                      |
| Spider-Man: The Animated Series         | Western Technologies Incorporated                                                    | Sega Genesis                                                                                        |                                      |
| Spot Goes to Hollywood                  | Eurocom Entertainment Software                                                       | Sega Genesis                                                                                        |                                      |
| Venom/Spider-Man: Separation Anxiety    | Software Creations                                                                   | SNES, Sega Genesis, Microsoft Windows                                                               |                                      |
| Batman Forever                          | Probe Entertainment                                                                  | SNES, Sega Genesis, Game Boy, Sega Game Gear, Microsoft Windows                                     |                                      |
| Frank Thomas Big Hurt Baseball          | Iguana Entertainment                                                                 | SNES, Sega Genesis, Game Boy, Sega Game Gear, Microsoft Windows, PlayStation, Sega Saturn           |                                      |
| Street Fighter: The Movie               | Capcom                                                                               | PlayStation, Sega Saturn                                                                            |                                      |
| WWF WrestleMania: The Arcade Game       | Sculptured Software                                                                  | SNES, Sega Genesis, Sega 32X, Microsoft Windows, PlayStation, Sega Saturn                           |                                      |
| F1 World Championship Edition           | Domark                                                                               | SNES, Sega Genesis                                                                                  |                                      |
| Foreman for Real                        | Software Creations                                                                   | SNES, Sega Genesis, Game Boy, Sega Game Gear                                                        |                                      |
| Porky Pig's Haunted Holiday             | Sun Corporation of America, Inc. Phoenix Interactive Entertainment                   | SNES                                                                                                |                                      |
| Speedy Gonzales: Los Gatos Bandidos     | Sun Corporation of America, Inc. David A. Palmer Productions                         | SNES                                                                                                |                                      |
| Scooby-Doo Mystery                      | Sun Corporation of America, Inc. Argonaut Software                                   | SNES                                                                                                |                                      |
| Scooby-Doo Mystery                      | Sun Corporation of America, Inc. Illusions Gaming Company                            | Sega Genesis                                                                                        | Diferente a la versión SNES.         |
| NFL Quarterback Club 96                 | Iguana Entertainment                                                                 | SNES, Sega Genesis, Game Boy, Sega Game Gear, Microsoft Windows, Sega Saturn                        |                                      |
| Theme Park                              | Domark & Bullfrog Productions                                                        | Sega CD                                                                                             | Lanzado exclusivamente en Europa.    |
| True Lies                               | Beam Software                                                                        | Sega Genesis, Sega Game Gear                                                                        |                                      |
| Judge Dredd                             | Probe Entertainment                                                                  | SNES, Sega Genesis, Game Boy, Sega Game Gear, Microsoft Windows                                     |                                      |
| Total Football                          | Domark                                                                               | Sega Genesis                                                                                        | Lanzado exclusivamente en Europa.    |
| Todd MacFarlane's Spawn: The Video Game | Ukiyotei Ltd.                                                                        | SNES                                                                                                |                                      |
| Justice League: Task Force              | Sun Corporation of America, Inc. Blizzard Entertainment (SNES) Condor (Sega Genesis) | SNES, Sega Genesis                                                                                  |                                      |
| Dirt Trax FX                            | Sculptured Software                                                                  | SNES                                                                                                |                                      |
| Jupiter Strike                          | High-Tech Lab of Japan                                                               | PlayStation                                                                                         |                                      |
| Myst                                    | SunSoft                                                                              | Sega Saturn                                                                                         |                                      |
| Robotica                                | Micronet                                                                             | Sega Saturn                                                                                         | Publicado solo en América del Norte. |
| Mortal Kombat 3                         | Sculptured Software                                                                  | SNES, Sega Genesis, Game Boy, Sega Game Gear                                                        | Publicado solo en Europa.            |
| Marko's Magic Football                  | Domark                                                                               | SNES                                                                                                | Lanzado exclusivamente en Europa.    |
| Revolution X                            | Rage Software Software Creations (PS, Saturn)                                        | SNES, Sega Genesis, Microsoft Windows, Sega Saturn, PlayStation                                     |                                      |
| Virtual Open Tennis                     | Arc System Works                                                                     | Sega Saturn                                                                                         |                                      |
| Galactic Attack                         | Ving                                                                                 | Sega Saturn                                                                                         |                                      |

#### 1996
| Título                                       | Desarrollador                                         | Plataforma(s)                                                             | Notas                                |
| -------------------------------------------- | ----------------------------------------------------- | ------------------------------------------------------------------------- | ------------------------------------ |
| Alien Trilogy                                | Probe Entertainment                                   | Sega Saturn, PlayStation                                                  |                                      |
| Rise 2: Resurrection                         | Mirage                                                | PlayStation, Sega Saturn, Microsoft Windows                               |                                      |
| College Slam                                 | Iguana Entertainment Torus Games (GB)                 | Microsoft Windows, Sega Genesis, SNES, Sega Saturn, PlayStation, Game Boy |                                      |
| Cutthroat Island                             | Software Creations                                    | SNES, Sega Genesis, Game Boy, Sega Game Gear                              |                                      |
| DragonHeart                                  | Torus Games                                           | Game Boy                                                                  |                                      |
| Iron Man / X-O Manowar in Heavy Metal        | Realtime Associates                                   | PlayStation, Sega Saturn, Sega Game Gear, Game Boy                        |                                      |
| Killing Zone                                 | Scarab                                                | PlayStation                                                               |                                      |
| V-Tennis                                     | Tonkinhouse                                           | PlayStation                                                               |                                      |
| Battle Monsters                              | Scarab                                                | Sega Saturn                                                               |                                      |
| Bust-a-Move 2: Arcade Edition                | Taito Corporation                                     | PlayStation, Sega Saturn, Nintendo 64, Microsoft Windows, Game Boy        |                                      |
| X-Men: Children of the Atom                  | Capcom (Saturn) Probe Entertainment (otras versiones) | PlayStation, Sega Saturn, Microsoft Windows                               |                                      |
| Bubble Bobble also featuring Rainbow Islands | Probe Entertainment                                   | PlayStation, Sega Saturn, Microsoft Windows                               |                                      |
| Striker '96                                  | Rage Software                                         | PlayStation, Sega Saturn, Microsoft Windows                               |                                      |
| The Deep: Ushinawareta Shinkai               | Marionette                                            | PlayStation                                                               | Lanzado solo en Japón.               |
| Batman Forever: The Arcade Game              | Iguana Entertainment                                  | PlayStation, Sega Saturn, Microsoft Windows                               |                                      |
| D                                            | WARP                                                  | PlayStation, Sega Saturn, Microsoft Windows                               |                                      |
| DragonHeart: Fire & Steel                    | Funcom                                                | PlayStation, Sega Saturn, Microsoft Windows                               |                                      |
| NBA Jam Extreme                              | Sculptured Software                                   | PlayStation, Sega Saturn, Microsoft Windows                               |                                      |
| Tunnel B1                                    | NEON Software                                         | PlayStation, Sega Saturn                                                  | Publicado solo en América del Norte. |
| Darius Gaiden                                | Aisystem Tokyo Co., Ltd.                              | Sega Saturn                                                               |                                      |
| Star Fighter                                 | Krisalis Software                                     | PlayStation, Sega Saturn                                                  |                                      |
| Space Jam                                    | Sculptured Software                                   | PlayStation, Sega Saturn, Microsoft Windows                               |                                      |
| Impact Racing                                | Funcom                                                | PlayStation, Sega Saturn                                                  | Publicado solo en América del Norte. |
| Iron & Blood                                 | Take-Two Interactive Software                         | PlayStation                                                               |                                      |
| Ultimate Mortal Kombat 3                     | Avalanche Software                                    | SNES, Sega Genesis                                                        | Publicado solo en Europa.            |
| WWF In Your House                            | Sculptured Software                                   | PlayStation, Sega Saturn, Microsoft Windows                               |                                      |

#### 1997
| Título                                       | Desarrollador                          | Plataforma(s)                               | Etiqueta       | Notas                                              |
| -------------------------------------------- | -------------------------------------- | ------------------------------------------- | -------------- | -------------------------------------------------- |
| Turok: Dinosaur Hunter                       | Iguana Entertainment                   | Nintendo 64, Microsoft Windows              | Acclaim        |                                                    |
| The Crow: City of Angels                     | Gray Matter Studios                    | PlayStation, Sega Saturn, Microsoft Windows | Acclaim        |                                                    |
| Psychic Force                                | Taito Corporation                      | PlayStation                                 | Acclaim        |                                                    |
| All-Star Baseball '97 Featuring Frank Thomas | Iguana Entertainment                   | PlayStation, Sega Saturn                    | Acclaim        |                                                    |
| BattleSport                                  | Cyclone Studios Unexpected Development | PlayStation, Sega Saturn, Microsoft Windows | Acclaim        |                                                    |
| Scorcher                                     | Zyrinx                                 | Sega Saturn                                 | Acclaim        | Publicado solo en Japón                            |
| Magic: The Gathering - BattleMage            | Realtime Associates                    | PlayStation, Microsoft Windows              | Acclaim        |                                                    |
| Fantastic Four                               | Probe Entertainment                    | PlayStation                                 | Acclaim        |                                                    |
| NHL Breakaway 98                             | Sculptured Software                    | PlayStation, Nintendo 64                    | Acclaim Sports | Lanzado para Nintendo 64 en 1998                   |
| Extreme-G                                    | Probe Entertainment                    | Nintendo 64                                 | Acclaim        |                                                    |
| NFL Quarterback Club 98                      | Iguana Entertainment                   | Nintendo 64                                 | Acclaim Sports |                                                    |
| Riven: The Sequel to Myst                    | SunSoft                                | PlayStation                                 | Acclaim        | Solo versión para PlayStation.                     |
| Turok: Battle of the Bionosaurs              | Bit Managers                           | Game Boy                                    | Acclaim        | Contraparte de Game Boy de Turok: Dinosaur Hunter. |
| Bust-A-Move 3                                | Taito Corporation                      | Sega Saturn                                 | Acclaim        | Publicado solo en Europa.                          |

#### 1998
| Título                       | Desarrollador                                     | Plataforma (s)                              | Etiqueta       | Notas |
| ---------------------------- | ------------------------------------------------- | ------------------------------------------- | -------------- | --- |
| Bust-A-Move 3DX              | Taito Corporation                                 | PlayStation, Nintendo 64, Game Boy          | Acclaim        | Versión mejorada de Bust-A-Move 3. Lanzado como Bust-A-Move 99 en América del Norte y lanzado en 1999 allí. |
| Brain Drain                  | Visual Impact                                     | Game Boy                                    | Acclaim        | |
| Forsaken                     | Probe Entertainment Iguana Entertainment UK (N64) | PlayStation, Microsoft Windows, Nintendo 64 | Acclaim        | |
| All-Star Baseball 99         | Iguana Entertainment                              | Nintendo 64, Game Boy                       | Acclaim Sports | |
| Jeremy McGrath Supercross 98 | Probe Entertainment                               | PlayStation                                 | Acclaim Sports | |
| WWF War Zone                 | Iguana West                                       | PlayStation, Nintendo 64, Game Boy          | Acclaim Sports | |
| Iggy's Reckin' Balls         | Iguana Entertainment                              | Nintendo 64                                 | Acclaim        | |
| Batman & Robin               | Iguana Entertainment                              | PlayStation                                 | Acclaim        | |
| Super Match Soccer           | Cranberry Source                                  | PlayStation, Microsoft Windows              | Acclaim        | Lanzado exclusivamente en Europa.                                                                           |
| Extreme-G 2                  | Probe Entertainment                               | Nintendo 64, Microsoft Windows              | Acclaim        | Versión para PC lanzada en 1999.                                                                            |
| Turok 2: Seeds of Evil       | Iguana Entertainment                              | Nintendo 64, Microsoft Windows              | Acclaim        | Versión para PC lanzada en 1999.                                                                            |
| Turok 2: Seeds of Evil       | Bit Managers                                      | Game Boy Color                              | Acclaim        | Diferente a la versión para consola/PC.                                                                     |
| No One Can Stop Mr. Domino   | Artdink                                           | PlayStation                                 | Acclaim        | Publicado solo en América del Norte.                                                                        |
| NFL Quarterback Club 99      | Iguana West                                       | Nintendo 64                                 | Acclaim Sports | |
| NHL Breakaway 99             | Iguana West                                       | Nintendo 64                                 | Acclaim Sports | |
| NBA Jam 99                   | Iguana Entertainment Torus Games (GBC)            | Nintendo 64, Game Boy Color                 | Acclaim Sports | |
| South Park                   | Iguana Entertainment Appaloosa Interactive (PS1)  | Nintendo 64, Microsoft Windows, PlayStation | Acclaim        | Versiones para PC y PS1 lanzadas en 1999.                                                                   |

#### 1999
| Título                                     | Desarrollador                              | Plataforma (s)                                         | Etiqueta                         | Notas                                                                         |
| ------------------------------------------ | ------------------------------------------ | ------------------------------------------------------ | -------------------------------- | ----------------------------------------------------------------------------- |
| All-Star Baseball 2000                     | Iguana Entertainment                       | Nintendo 64, Game Boy Color                            | Acclaim Sports                   |                                                                               |
| Machines                                   | Charybdis                                  | Microsoft Windows                                      | Acclaim                          |                                                                               |
| Bust-A-Move 4                              | Taito Corporation                          | PlayStation, Game Boy Color, Dreamcast                 | Acclaim Club Acclaim (Dreamcast) | Versión para Dreamcast lanzada en 2000                                        |
| Pumuckls Abenteuer bei den Piraten         | Neon Software                              | Game Boy Color                                         | Acclaim                          | Lanzado exclusivamente en Alemania.                                           |
| WWF Attitude                               | Acclaim Studios Salt Lake City             | PlayStation, Nintendo 64, Game Boy Color, Dreamcast    | Acclaim Sports                   |                                                                               |
| Shadow Man                                 | Acclaim Studios Teesside                   | Nintendo 64, Microsoft Windows, Dreamcast, PlayStation | Acclaim                          |                                                                               |
| Re-Volt                                    | Acclaim Studios London                     | Nintendo 64, Microsoft Windows, Dreamcast, PlayStation | Acclaim                          |                                                                               |
| NFL Quarterback Club 2000                  | Acclaim Studios Austin                     | Nintendo 64, Dreamcast                                 | Acclaim                          |                                                                               |
| TrickStyle                                 | Criterion Games                            | Dreamcast, Microsoft Windows                           | Acclaim                          |                                                                               |
| Psychic Force 2012                         | Taito Corporation                          | Dreamcast                                              | None                             | Solo versión de distribución y Dreamcast, autopublicada por Taito Corporation |
| South Park: Chef's Luv Shack               | Acclaim Studios Austin                     | Nintendo 64, Microsoft Windows, Dreamcast, PlayStation | Acclaim                          |                                                                               |
| Turok: Rage Wars                           | Acclaim Studios Austin                     | Nintendo 64                                            | Acclaim                          |                                                                               |
| NBA Jam 2000                               | Acclaim Studios Salt Lake City             | Nintendo 64                                            | Acclaim Sports                   |                                                                               |
| South Park Rally                           | Tantalus                                   | PlayStation, Nintendo 64, Microsoft Windows, Dreamcast | Acclaim                          | Versiones para Dreamcast y N64 lanzadas en 2000                               |
| Armorines: Project S.W.A.R.M.              | Acclaim Studios London Neon Software (GBC) | Nintendo 64, Game Boy Color, PlayStation               | Acclaim                          | Versión para PlayStation lanzada en 2000.                                     |
| Pac-Man: Special Colour Edition            | Namco                                      | Game Boy Color                                         | Acclaim                          | Publicado sólo en Europa.                                                     |
| Ms. Pac-Man: Special Colour Edition        | Namco                                      | Game Boy Color                                         | Acclaim                          | Publicado sólo en Europa.                                                     |
| The New Adventures of Mary-Kate and Ashley | Crawfish Interactive                       | Game Boy Color                                         | Club Acclaim                     | Lanzado exclusivamente en América del Norte.                                  |
| Dropzone                                   | Awesome Developments                       | Game Boy Color                                         | Acclaim                          | Lanzado exclusivamente en Europa.                                             |
| Tee Off                                    | Bottom Up                                  | Dreamcast                                              | Acclaim                          |                                                                               |

#### 2000
| Título                                     | Desarrollador                  | Plataforma (s)                                            | Etiqueta                               | Notas                                                             |
| ------------------------------------------ | ------------------------------ | --------------------------------------------------------- | -------------------------------------- | ----------------------------------------------------------------- |
| ECW Hardcore Revolution                    | Acclaim Studios Salt Lake City | PlayStation, Dreamcast, Nintendo 64, Game Boy Color       | Acclaim                                |                                                                   |
| Jeremy McGrath Supercross 2000             | Acclaim Studios Salt Lake City | PlayStation, Dreamcast, Nintendo 64, Game Boy Color       | Acclaim Sports                         |                                                                   |
| All-Star Baseball 2001                     | High Voltage Software          | Nintendo 64, Game Boy Color                               | Acclaim Sports                         |                                                                   |
| Spirit of Speed 1937                       | Broadsword Interactive         | Dreamcast                                                 | LJN (NA/EU) Acclaim (Japón)            | Solo versión para Dreamcast. Copublicado con Taito en Japón.      |
| Fur Fighters                               | Bizarre Creations              | Dreamcast, Microsoft Windows                              | Acclaim                                |                                                                   |
| Mary-Kate and Ashley: Get a Clue           | Crawfish Interactive           | Game Boy Color                                            | Club Acclaim                           |                                                                   |
| Turok: Rage Wars                           | Bit Managers                   | Game Boy Color                                            | Acclaim                                | Separado de la versión para Nintendo 64.                          |
| Soccer Manager                             | Brodsword Interactive          | Game Boy Color                                            | Acclaim                                | Solo lanzado en Europa.                                           |
| Dead or Alive 2                            | Tecmo                          | Dreamcast                                                 | Acclaim                                | Publicado solo en Europa                                          |
| Turok 3: Shadow of Oblivion                | Bit Managers                   | Game Boy Color                                            | Acclaim                                | Separado de la versión para Nintendo 64.                          |
| NFL QB Club 2001                           | Acclaim Studios Salt Lake City | Nintendo 64, Dreamcast                                    | Acclaim Sports                         |                                                                   |
| ECW Anarchy Rulz                           | Acclaim Studios Salt Lake City | PlayStation, Dreamcast                                    | Acclaim                                |                                                                   |
| RC Revenge                                 | Acclaim Studios Cheltenham     | PlayStation, PlayStation 2                                | Acclaim                                | Secuela de Re-Volt. Versión para PS2 lanzada como RC Revenge Pro. |
| ATV Quad Power Racing                      | Climax Brighton Tantalus (GBA) | PlayStation, Game Boy Advance                             | Acclaim Sports (PS1) AKA Acclaim (GBA) | Versión lanzada en 2002 para Game Boy Advance                     |
| Turok 3: Shadow of Oblivion                | Acclaim Studios Austin         | Nintendo 64                                               | Acclaim                                |                                                                   |
| F355 Challenge                             | Sega AM2                       | Dreamcast                                                 | Acclaim                                | Solo versión para Dreamcast, excepto Japón                        |
| Dave Mirra Freestyle BMX                   | Z-Axis NEON Software (GBC)     | PlayStation, Dreamcast, Microsoft Windows, Game Boy Color | Acclaim Max Sports                     |                                                                   |
| RC de Go!                                  | Taito Corporation              | PlayStation                                               | Acclaim                                |                                                                   |
| Mary-Kate and Ashley: Magical Mystery Mall | n-Space                        | PlayStation                                               | Club Acclaim                           |                                                                   |
| Bust-A-Move Millennium                     | Taito Corporation              | Game Boy Color                                            | Club Acclaim                           |                                                                   |
| Freestyle Motocross: McGrath vs Pastrana   | Z-Axis                         | PlayStation                                               | Acclaim Max Sports                     |                                                                   |
| Pumuckls Abenteuer im Geisterschloss       | NEON Software                  | Game Boy Color                                            | Acclaim                                |                                                                   |
| Maya The Bee: Garden Adventures            | NEON Software                  | Game Boy Color                                            | Acclaim                                |                                                                   |
| HBO Boxing                                 | Osiris Studios                 | PlayStation                                               | Acclaim Sports                         |                                                                   |
| Super Bust-A-Move                          | Taito Corporation              | PlayStation 2                                             | Acclaim                                |                                                                   |
| Mary-Kate and Ashley: Pocket Planner       | Powerhead Games                | Game Boy Color                                            | Club Acclaim                           |                                                                   |
| NBA Jam 2001                               | Digital Creations              | Game Boy Color                                            | Acclaim Sports                         |                                                                   |
| Maya The Bee and her Friends               | Crawfish Interactive           | Game Boy Color                                            | Acclaim                                | Solo lanzado en Europa.                                           |

#### 2001
| Título                                  | Desarrollador                      | Plataforma (s)                                           | Etiqueta           | Notas                                                        |
| --------------------------------------- | ---------------------------------- | -------------------------------------------------------- | ------------------ | ------------------------------------------------------------ |
| Ducati World Racing Challenge           | Attention to Detail                | PlayStation, Dreamcast, Microsoft Windows                | Acclaim            |                                                              |
| Vanishing Point                         | Clockwork Games                    | PlayStation, Dreamcast                                   | Acclaim            |                                                              |
| Mary-Kate and Ashley: Winners Circle    | Tantalus Media M4 Limited (GBC)    | PlayStation, Game Boy Color                              | Club Acclaim       |                                                              |
| All-Star Baseball 2002                  | Acclaim Studios Austin             | PlayStation 2, Nintendo GameCube                         | Acclaim Sports     | Versión para GameCube lanzada solo en Norteamérica.          |
| Antz Racing                             | RFX Interactive                    | Game Boy Color                                           | Club Acclaim       | Copublicado con Light and Shadow Production en Norteamérica. |
| Crazy Taxi                              | Acclaim Studios Cheltenham         | PlayStation 2, GameCube                                  | Acclaim            | Porteado para Sega. Publicado por Sega en Japón.             |
| Dave Mirra Freestyle BMX: Maximum Remix | Z-Axis                             | PlayStation                                              | Acclaim Max Sports |                                                              |
| Blast Lacrosse                          | Sandbox Studios                    | PlayStation                                              | Acclaim Sports     | Lanzado solo en América del Norte                            |
| Fur Fighters: Viggo's Revenge           | Bizarre Creations                  | PlayStation 2                                            | Acclaim            | Port mejorado de Fur Fighters                                |
| Power Shovel                            | Taito Corporation                  | PlayStation                                              | Acclaim            | Publicado solo en América del Norte.                         |
| Extreme-G 3                             | Acclaim Studios Cheltenham         | PlayStation 2, Nintendo GameCube                         | Acclaim            |                                                              |
| Dave Mirra Freestyle BMX 2              | Z-Axis Full Fat (GBA)              | PlayStation 2, Nintendo GameCube, Xbox, Game Boy Advance | Acclaim Max Sports |                                                              |
| Paris-Dakar Rally                       | Broadsword Interactive             | PlayStation 2, Microsoft Windows                         | Acclaim            |                                                              |
| Mary-Kate and Ashley: Crush Course      | n-Space Crawfish Interactive (GBC) | PlayStation, Microsoft Windows, Game Boy Color           | Club Acclaim       |                                                              |
| NFL Quarterback Club 2002               | Acclaim Studios Austin             | PlayStation 2, Nintendo GameCube                         | Acclaim Sports     |                                                              |
| Burnout                                 | Criterion Games                    | PlayStation 2, Nintendo GameCube, Xbox                   | Acclaim            | Versiones para GameCube y Xbox lanzadas en 2002.             |
| 18 Wheeler: American Pro Trucker        | Acclaim Studios Cheltenham         | PlayStation 2, Nintendo GameCube                         | Acclaim            | Porteado para Sega. Versión de GameCube lanzada en 2002.     |
| Jeremy McGrath Supercross World         | Acclaim Studios Salt Lake City     | PlayStation 2, Nintendo GameCube                         | Acclaim Max Sports | Versión para GameCube lanzada en 2002.                       |
| Kevin Sheedy AFL Coach 2002             | IR Gurus                           | Microsoft Windows                                        | Acclaim Sports     | Lanzado solo en Australia.                                   |
| Legends of Wrestling                    | Acclaim Studios Salt Lake City     | PlayStation 2, Nintendo GameCube, Xbox                   | Acclaim            | Versiones para GameCube y Xbox lanzadas en 2002.             |

#### 2002
| Título                                             | Desarrollador                                                         | Plataforma(s)                                                      | Etiqueta       | Notas                                                                |
| -------------------------------------------------- | --------------------------------------------------------------------- | ------------------------------------------------------------------ | -------------- | -------------------------------------------------------------------- |
| NBA Jam 2002                                       | DC Studios                                                            | Game Boy Advance                                                   | Acclaim Sports | Publicado solo en América del Norte.                                 |
| All-Star Baseball 2003                             | Acclaim Studios Austin Creations (GBA)                                | PlayStation 2, Xbox, GameCube, Game Boy Advance                    | Acclaim Sports | Versiones para GC y GBA lanzadas solo en Norteamérica.               |
| Shadow Man: 2econd Coming                          | Acclaim Studios Teesside                                              | PlayStation 2                                                      | Acclaim        | Último juego desarrollado por Acclaim Studios Teesside               |
| Ecco the Dolphin: Defender of the Future           | Appaloosa Interactive                                                 | PlayStation 2                                                      | Acclaim        | Publicado solo en América del Norte.                                 |
| Kick Off 02                                        | Anco Software                                                         | Microsoft Windows                                                  | Acclaim        | Lanzado solo en Europa.                                              |
| Mary-Kate and Ashley: Girls Night Out              | Powerhead Games                                                       | Game Boy Advance                                                   | Club Acclaim   |                                                                      |
| Maya the Bee: The Great Adventure                  | Shin'en Multimedia                                                    | Game Boy Advance                                                   | Acclaim        | Lanzado solo en Europa.                                              |
| ZooCube                                            | PuzzleKings Coyote Console Graphic State (GBA)                        | Nintendo GameCube, Game Boy Advance                                | Acclaim        |                                                                      |
| Headhunter                                         | Amuze                                                                 | PlayStation 2                                                      | Acclaim        | Publicado solo en América del Norte                                  |
| Punch King                                         | Full Fat                                                              | Game Boy Advance                                                   | Acclaim        |                                                                      |
| Aggressive Inline                                  | Z-Axis Full Fat (GBA)                                                 | PlayStation 2, Nintendo GameCube, Xbox, Game Boy Advance           | AKA Acclaim    |                                                                      |
| Turok: Evolution                                   | Acclaim Studios Austin RFX Interactive (GBA) Super Happy Fun Fun (PC) | PlayStation 2, GameCube, Xbox, Microsoft Windows, Game Boy Advance | Acclaim        | Versión para PC lanzada exclusivamente en Europa a finales de 2003.  |
| AFL Live 2003                                      | IR Gurus                                                              | PlayStation 2, Xbox, Microsoft Windows                             | Acclaim Sports | Lanzado solo en Australia                                            |
| Burnout 2: Point of Impact                         | Criterion Games                                                       | PlayStation 2, GameCube, Xbox                                      | Acclaim        | Versiones para GameCube y Xbox lanzadas en 2003.                     |
| Mary-Kate and Ashley: Sweet 16 - Licensed to Drive | n-Space Powerhead Games (GBA)                                         | Game Boy Advance, PlayStation 2, Nintendo GameCube                 | Club Acclaim   | Versión para GameCube lanzada en 2003.                               |
| BMX XXX                                            | Z-Axis Full Fat (GBA)                                                 | PlayStation 2, GameCube, Xbox, Game Boy Advance                    | AKA Acclaim    | Versión de Game Boy Advance lanzada como Dave Mirra Freestyle BMX 3. |
| Legends of Wrestling II                            | Acclaim Studios Salt Lake City Powerhead Games (GBA)                  | PlayStation 2, Nintendo GameCube, Xbox. Game Boy Advance           | Acclaim        | Último juego desarrollado por Acclaim Studios Salt Lake City         |
| Virtua Tennis 2                                    | Hitmaker                                                              | PlayStation 2                                                      | Acclaim        | Publicado solo en Europa.                                            |
| Virtua Cop: Elite Edition                          | Sega AM2                                                              | PlayStation 2                                                      | Acclaim        | Publicado solo en Europa.                                            |

#### 2003
| Título                                                | Desarrollador                                           | Plataforma (s)                                  | Etiqueta                                    | Notas                                                                              |
| ----------------------------------------------------- | ------------------------------------------------------- | ----------------------------------------------- | ------------------------------------------- | ---------------------------------------------------------------------------------- |
| ATV Quad Power Racing 2                               | Climax Brighton                                         | PlayStation 2, Xbox, Nintendo GameCube          | AKA Acclaim                                 |                                                                                    |
| Vexx                                                  | Acclaim Studios Austin                                  | PlayStation 2, Xbox, Nintendo GameCube          | Acclaim                                     |                                                                                    |
| All-Star Baseball 2004                                | Acclaim Studios Austin Acclaim Studios Manchester (GBA) | PlayStation 2, Xbox, GameCube, Game Boy Advance | Acclaim Sports                              | Versiones que no son de PS2 lanzadas solo en Norteamérica.                         |
| Dakar 2: The World's Ultimate Rally                   | Acclaim Studios Cheltenham                              | PlayStation 2, Xbox, GameCube                   | Acclaim                                     | Versión para PS2 lanzada solo en Europa.                                           |
| Sega Bass Fishing Duel                                | Wow Entertainment                                       | PlayStation 2                                   | Acclaim                                     | Publicado solo en Europa                                                           |
| Speed Kings                                           | Climax Studios                                          | PlayStation 2, Nintendo GameCube, Xbox          | Acclaim Sports                              |                                                                                    |
| SX Superstar                                          | Climax Studios                                          | PlayStation 2, Xbox, Nintendo GameCube          | AKA Acclaim (Norteamérica) Acclaim (Europa) |                                                                                    |
| Summer Heat Beach Volleyball                          | Acclaim Studios Cheltenham                              | PlayStation 2                                   | Acclaim                                     |                                                                                    |
| AFL Live 2004                                         | IR Gurus                                                | PlayStation 2, Xbox                             | Acclaim                                     | Lanzado solo en Europa y Australia.                                                |
| XGRA: Extreme-G Racing Association                    | Acclaim Studios Cheltenham                              | PlayStation 2, GameCube, Xbox                   | Acclaim                                     |                                                                                    |
| NBA Jam                                               | Acclaim Studios Austin                                  | PlayStation 2, Xbox                             | Acclaim                                     |                                                                                    |
| Wallace and Gromit in Project Zoo                     | Frontier Developments                                   | PlayStation 2, Xbox, Microsoft Windows          | Acclaim                                     | Solo distribución europea y australiana: publicado por BAM! Entertainment          |
| Gladiator: Sword of Vengeance                         | Acclaim Studios Manchester                              | PlayStation 2, Xbox, Microsoft Windows          | Acclaim                                     | Único juego importante desarrollado por Acclaim Studios Manchester con ese nombre. |
| The Powerpuff Girls: Relish Rampage - Pickled Edition | VIS Entertainment                                       | GameCube                                        | Acclaim                                     | Solo distribución europea y australiana - publicado por BAM! Entertainment         |

#### 2004
| Título                                          | Desarrollador                | Plataforma(s)                                    | Notas                                                                                                |
| ----------------------------------------------- | ---------------------------- | ------------------------------------------------ | --- |
| Urban Freestyle Soccer                          | Gusto Games                  | PlayStation 2, Xbox, GameCube, Microsoft Windows | soundbite                                                                                            |
| Worms 3D                                        | Team17                       | PlayStation 2, GameCube, Microsoft Windows       | Publicado solo en América del Norte.                                                                 |
| Carmen Sandiego: The Secret of the Stolen Drums | Artificial Mind and Movement | PlayStation 2, GameCube, Xbox                    | Solo distribución europea y australiana - publicado por BAM! Entertainment                           |
| All-Star Baseball 2005                          | Acclaim Studios Austin       | PlayStation 2, Xbox                              | Lanzado solo en América del Norte                                                                    |
| Alias                                           | Acclaim Studios Cheltenham   | PlayStation 2, Xbox, Microsoft Windows           | Último juego desarrollado por Acclaim Studios Cheltenham. Versión para PC lanzada en junio de 2004.  |
| World Championship Rugby                        | Swordfish Studios            | PlayStation 2, Xbox                              | Lanzado solo en Europa. Lanzamiento en América del Norte cancelado después de la quiebra de Acclaim. |
| AFL Live Premiership Edition                    | IR Gurus                     | PlayStation 2, Xbox                              | Lanzado solo en Australia.                                                                           |
| Showdown: Legends of Wrestling                  | Acclaim Studios Austin       | PlayStation 2, Xbox                              | Último juego desarrollado por Acclaim Studios Austin.                                                |
| Kreed                                           | Burut Creative Team          | Microsoft Windows                                | Publicado solo en Europa.                                                                            |

### Cancelados
| Título                              | Desarrollador              | Plataforma(s)                                                                    | Notas |
| ----------------------------------- | -------------------------- | -------------------------------------------------------------------------------- | --- |
| NBA Jam                             | Iguana Entertainment       | Sega Master System                                                               | |
| Monster Truck Wars                  | Unknown                    | SNES                                                                             | Cancelado por razones desconocidas. |
| The Itchy & Scratchy Game           | Bits Corporation           | Sega Genesis                                                                     | |
| Revolution X                        | Rage Software              | Sega 32X                                                                         | |
| Duel                                | Unknown                    | Sega 32X                                                                         | Fue solo una demostración técnica de 32X. |
| Immortal                            | Acclaim Arcade Studio      | Arcade                                                                           | Cancelado por razones desconocidas, solo quedan algunos renderizados de personajes. |
| South Park                          | Crawfish Interactive       | Game Boy Color                                                                   | Cancelado porque los creadores del programa no querían que el juego se lanzara en un sistema de videojuegos dirigido fuera del público objetivo de adultos de South Park. Reelaborado en Maya the Bee and her Friends en Europa y The New Adventures of Mary-Kate & Ashley en Norteamérica. |
| Ultra Soccer/Acclaim Sports Soccer  | Probe Entertainment        | Nintendo 64                                                                      | Cancelado debido a los estándares de calidad o los problemas con el motor que se usa para el juego. |
| Ferrari 360 Challenge               | Brain in a Jar             | PlayStation 2                                                                    | Cancelado debido a los altos costos de desarrollo y problemas no revelados con la licencia de Ferrari. |
| Turok GBA                           | Unknown                    | Game Boy Advance                                                                 | Solo se hizo como un juego prototipo y se usó solo con fines de prueba. Era un port para GBA de Turok: Dinosaur Hunter. |
| Extreme-G 3                         | Similis                    | Game Boy Advance                                                                 | Cancelado muy temprano en el desarrollo, se desconocen las razones. |
| Secuela Turok: Evolution sin título | Acclaim Studios Austin     | PlayStation 2, Xbox (Posiblemente Nintendo GameCube o Microsoft Windows también) | Nunca salió del tablero de dibujo ya que el equipo que estaba planeando el título se había trasladado a otros proyectos. |
| Forsaken 2                          | Acclaim Studios Teesside   | PlayStation 2, Xbox                                                              | Cancelado por el cierre del estudio de Teesside. Se suponía que era una secuela de Forsaken. De este título solo queda una pequeña demo de carreras. |
| Mary-Kate and Ashley in Action!     | unknown                    | PlayStation 2, GameCube, Game Boy Advance, Microsoft Windows                     | Cancelado debido a la separación de Acclaim y Dualstar Entertainment. |
| Emergency Mayhem                    | Acclaim Studios Cheltenham | PlayStation 2, Xbox                                                              | Cancelado debido al cierre de Acclaim Studios Cheltenham. Los derechos de publicación finalmente fueron comprados por Codemasters, rematados por Supersonic Software y fueron lanzados en Wii en abril de 2008. |
| The Last Job                        | Acclaim Studios Cheltenham | PlayStation 2, Xbox                                                              | Cancelado debido al cierre de Acclaim Studios Cheltenham. |
| Interview with a Made Man           | Acclaim Studios Manchester | PlayStation 2, Xbox                                                              | Cancelado debido al cierre de Acclaim Studios Manchester. Finalmente fue terminado por antiguos empleados del estudio, y los derechos de publicación serían comprados por Mastertronic y Aspyr, y sería lanzado simplemente como Made Man a finales de 2006. La versión para Xbox nunca vio la luz del día.                                                                                              |
| ATV: Quad Power Racing 3            | Acclaim Studios Manchester | PlayStation 2, Xbox                                                              | Cancelado debido al cierre de Acclaim Studios Manchester. Solo un prototipo de la versión de Xbox es todo lo que queda de este título. |
| Juiced (versión de Acclaim)         | Juice Games                | PlayStation 2, Xbox                                                              | Después del cierre de Acclaim, THQ compró los derechos de publicación del juego y el juego se retrasó para que pudiera pulirse aún más. Finalmente se lanzó en mayo de 2005. Existe un prototipo casi final de la versión Acclaim para Xbox. |
| The Red Star                        | Acclaim Studios Austin     | PlayStation 2, Xbox                                                              | El juego completo se completó, pero tuvo que cancelarse debido al cierre de Acclaim Studios Austin, que ocurrió durante la quiebra de Acclaim. Los derechos de publicación del juego fueron comprados por el publicador XS Games de Budget y se lanzó en 2007 como un título de presupuesto exclusivo de PS2. La versión para Xbox cancelada pero completa se puede descargar en una consola modificada. |
| 100 Bullets                         | Acclaim Studios Austin     | PlayStation 2, Xbox                                                              | Cancelado debido al cierre de Acclaim Studios Austin. |